# 真野春美
真野 春美（まの はるみ、1907年1月12日 - 没年不明）は、京都府出身のプロ野球選手（内野手）、パシフィック・リーグ審判員。

## 来歴・人物
東山中学（現・東山中学校・高等学校）在籍中に、1925年夏の甲子園に出場（2回戦で優勝した高松商に0－14と大敗）。東山中学卒業後は、明治大学に入学。田部武雄（後に東京倶楽部、藤倉電線でもチームメイトになる）を外野に追いやって、遊撃手のレギュラーとして活躍した。
明大卒業後は、社会人野球草創期の強豪・東京倶楽部に入団。1932年の第7回全日本都市対抗野球大会では二塁手としてチームを3度目の栄冠に導き、この大会から初めて設置された最優秀選手賞（後の橋戸賞）を受賞した。東京倶楽部が1938年に解散すると、藤倉電線の社員だった真野は藤倉電線硬式野球部に移籍。同年の第12回都市対抗野球大会ではチームを初出場にして初優勝に貢献した。東京倶楽部、藤倉電線と辿ったチームメイトには田部の他に菊谷正一（立大出身。立大時代首位打者獲得）、中島治康（のち巨人）がいる。その後も全京都に所属し、社会人野球の世界で活躍した。打撃・守備もさることながら、走塁面が素晴らしく、ベースランニングに定評があったと伝わる。
1947年に国民野球連盟の大塚アスレチックスに入団。既に40歳の高齢になっていたが、内野手としてプレーした。同年末、金星スターズが大塚アスレチックスオーナーの大塚幸之助に球団を売却すると、門前眞佐人、板倉正男、木場巌、小林経旺らと共に翌1948年、金星に入団。41歳にして初めてプロ野球の世界に入った。しかし、助監督としてのポストを用意されていたのであり、選手としての出場は8月8日の大陽戦（函館市民球場）で代走として出た1試合に留まった。同年にはファームの金星リトルスターズの監督も兼任した。
翌1949年より再び社会人野球の世界に戻り、日鉄二瀬の監督に就任。監督時代の教え子に三船正俊投手、横井啓二捕手がおり、松木謙治郎とは明大時代の先輩・後輩だったという縁で、両選手を阪神に入団させることに漕ぎ着けた（横井捕手は石川県出身者として、初のプロ野球選手及びタイガース選手となった）。その後、パシフィック・リーグ審判員に転身した。
没年は不明であるが、長寿であり、2003年ごろまで存命だったと伝わっている。

## 詳細情報

### 年度別打撃成績
| 年 度     | 球 団     | 試 合 | 打 席 | 打 数 | 得 点 | 安 打 | 二 塁 打 | 三 塁 打 | 本 塁 打 | 塁 打 | 打 点 | 盗 塁 | 盗 塁 死 | 犠 打 | 犠 飛 | 四 球 | 敬 遠 | 死 球 | 三 振 | 併 殺 打 | 打 率 | 出 塁 率 | 長 打 率 | O P S |
| --------- | --------- | ----- | ----- | ----- | ----- | ----- | -------- | -------- | -------- | ----- | ----- | ----- | -------- | ----- | ----- | ----- | ----- | ----- | ----- | -------- | ----- | -------- | -------- | ----- |
| 1948      | 金星      | 1     | 0     | 0     | 0     | 0     | 0        | 0        | 0        | 0     | 0     | 0     | 0        | 0     | --    | 0     | --    | 0     | 0     | --       | ----  | ----     | ----     | ----  |
| 通算：1年 | 通算：1年 | 1     | 0     | 0     | 0     | 0     | 0        | 0        | 0        | 0     | 0     | 0     | 0        | 0     | --    | 0     | --    | 0     | 0     | --       | ----  | ----     | ----     | ----  |

### 背番号
- 26 （1948年）